# 腺叶杜英
腺叶杜英（学名：Elaeocarpus argenteus）为杜英科杜英属下的一个种。

## 扩展阅读
- 維基物種上的相關：腺叶杜英